# Joan Arnau

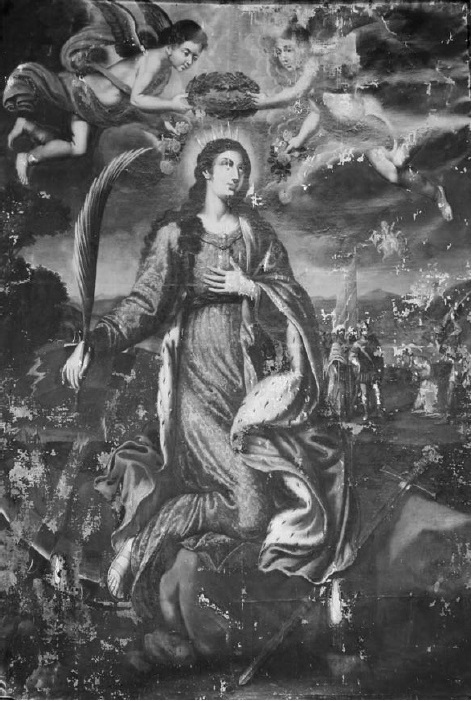
Santa Catalina, óleo sobre lienzo, catedral de Gerona.

Joan Arnau Moret (San Feliu de Guíxols, 1603-Barcelona, 1693) fue un pintor barroco español.

## Biografía
Según Antonio Palomino, que lo suponía barcelonés y nacido hacia 1595, tras iniciarse en el estudio de la pintura en Barcelona se habría trasladado a Madrid para completar su formación en el taller de Eugenio Cajés. En términos elogiosos, Palomino aludía también a algunas obras que habría pintado al regresar a su patria, y entre ellas la mitad de las pinturas que colgaban del claustro del convento de San Agustín, un cuadro de San Pedro revestido de pontifical con ángeles entregándole las llaves, en la iglesia de Santa María del Mar, y otro de San Francisco de Paula con san Francisco de Sales en la iglesia de los Mínimos, lo que con poca diferencia iba a repetir Ceán Bermúdez. Alfonso E. Pérez Sánchez, sin otra noticia que su inscripción después de 1688 en el Colegio de Pintores de Barcelona, veía difícil que pudiera tratarse del mismo discípulo de Cajés mencionado por Palomino. Estudios más recientes han permitido precisar algo más su personalidad y trayectoria artística, comenzando por la fecha y lugar de su nacimiento, en San Feliu de Guíxols, villa próspera en la que muy bien pudo iniciarse en el oficio por florecer en ella más de un taller dedicado a la pintura.
La primera noticia de su actividad artística, ya en Barcelona, es de 1631, cuando se inscribió como pintor y dorador en el colegio de pintores de San Lucas, tras superar el obligado expediente de limpieza de sangre. En febrero de 1633 contrajo matrimonio con Dorotea Pons. Viudo por dos veces, en 1656 contrajo terceras nupcias con Magdalena Martí, con quien tuvo un hijo, Manuel Arnau Martí, también pintor y autor de un mediocre retrato de María Luisa de Orleans fechado en 1690 (Cervera, Museo Municipal).
En el gremio de pintores desempeñó el cargo de cónsul en 1636 y el de clavario en 1680. Todavía en 1688, con ochenta y cinco años, participó en la reorganización del Colegio. En 1689 fue llamado a testificar en el proceso de canonización de santa María de Cervelló sobre la antigüedad de sus imágenes. En él se le llama pintor del Sereníssim Sr. Don Joan de Austria, hijo de Felipe IV y virrey de Cataluña, a quien podría haber retratado en 1653 según se desprende de algunos documentos de pago a su favor fechados en ese año.

## Obra
Perdidas todas las obras citadas por Palomino, han podido documentarse algunas otras, comenzando por el retablo de la iglesia de San Esteban del Coll en Llinars del Vallés, contratado en 1634 e incendiado durante la Guerra Civil Española. En 1636 firmó un contrato con el marchante de arte Pere Miquel Pomar, comprometiéndose a pintar para él en el plazo de nueve meses veinticinco cuadros de la Virgen del Rosario y otros tantos de David, además de catorce de los Reyes Magos. Aunque perdidos todos ellos, la noticia es interesante para comprobar la importancia que para entonces había adquirido el taller, capaz de asumir la ejecución de sesenta y cuatro cuadros en un breve plazo. Tras un paréntesis de más de quince años, que en parte pudiera explicarse por la guerra de los Segadores, se encuentran nuevas noticias documentales en 1651, cuando el Consejo de Ciento le encargó una Inmaculada, conservada en mal estado en la catedral de Barcelona, y un San Roque, para combatir la peste que asolaba la ciudad. De 1673 es la firmada Inmaculada de la sacristía de la parroquial de la Pobla de Montornés, de aspecto arcaico al presentarla todavía rodeada por los símbolos de las letanías y con perfil fusiforme. Firmada también y fechada en 1678 es la Santa Catalina de su retablo en la catedral de Gerona. Tras algunas otras obras menores de carácter efímero, en 1680 contrató el retablo de la capilla de la Concepción del Castillo de Vilasar, llegado hasta nuestros días aunque en muy mal estado de conservación. Uno de sus lienzos, el que representa al arcángel San Miguel, imita el conocido prototipo de Guido Reni. Semejante carácter retardatario tiene el posterior ciclo de seis pinturas de asunto bíblico y motivo eucarístico del camarín de San Juan de las Abadesas, ahora en la capilla de los Dolores, obra firmada por Arnau pero de datación controvertida y la última que se puede poner en relación con él.